# Skeleton Krew
Skeleton Krew est un jeu vidéo d'action développé et édité par Core Design en 1995 sur Amiga 1200, Amiga CD32 et Mega Drive.

## Système de jeu
Skeleton Krew est un run and gun en 3D isométrique jouable à deux en simultané.

## Équipe de développement
- Graphismes : Heather Gibson, James Ryman
- Programmation : Jason Gosling, Chris Long
- Musique et effets sonores : Martin Iveson (Amiga), Nathan McCree (Mega Drive)
- Level Design : Heather Gibson, Robert Churchill
- Concept et histoire : Guy Miller, James Ryman
- Production : Jeremy Heath‑Smith